# KkStB 155
Die Dampflokomotivreihe kkStB 155 waren Güterzug-Lokomotiven der kkStB, die ursprünglich von der ÖNWB stammten.
1891 bis 1896 wurden 18 Stück dieser Reihe von der Lokomotivfabrik der StEG als Ablöse für die alten Loks der Reihe IVa der SNDVB gebaut.
Bei der ÖNWB erhielten sie die Nummern 201–218 und die Reihenbezeichnung XIII.
Zylinder, Stangen und Radstand waren gleich der der Reihe XI, die Kessel gleich der der Reihe XIb, allerdings nur mit 11 atü Druck.
Nach der Verstaatlichung 1909 ordnete sie die kkStB als Reihe 155 ein.
Nach dem Ersten Weltkrieg wurde die noch vollständig vorhandene Reihe aufgeteilt und kam zu den PKP (5 Stück), die sie ausschieden, ohne ihr eine eigene Reihenbezeichnung zu geben, zu den FS (1 Stück) als 224.001, 5 Stück zu den Eisenbahnen des Königreichs der Serben, Kroaten und Slowenen und später zu den JDŽ, die davon noch drei als Reihe 127 einordnete und zu den ČSD (7 Stück), bei der sie die Reihe 314.1 bildete. Die ČSD musterte die letzte Maschine der Reihe 314.1 1950 aus.